# ويليام سميث تسيغلر
ويليام سميث تسيغلر هو عسكري كندي، ولد في 5 أبريل 1911، وتوفي في 1999.